# Haworthia fasciata
Espèce
Classification APG III (2009)

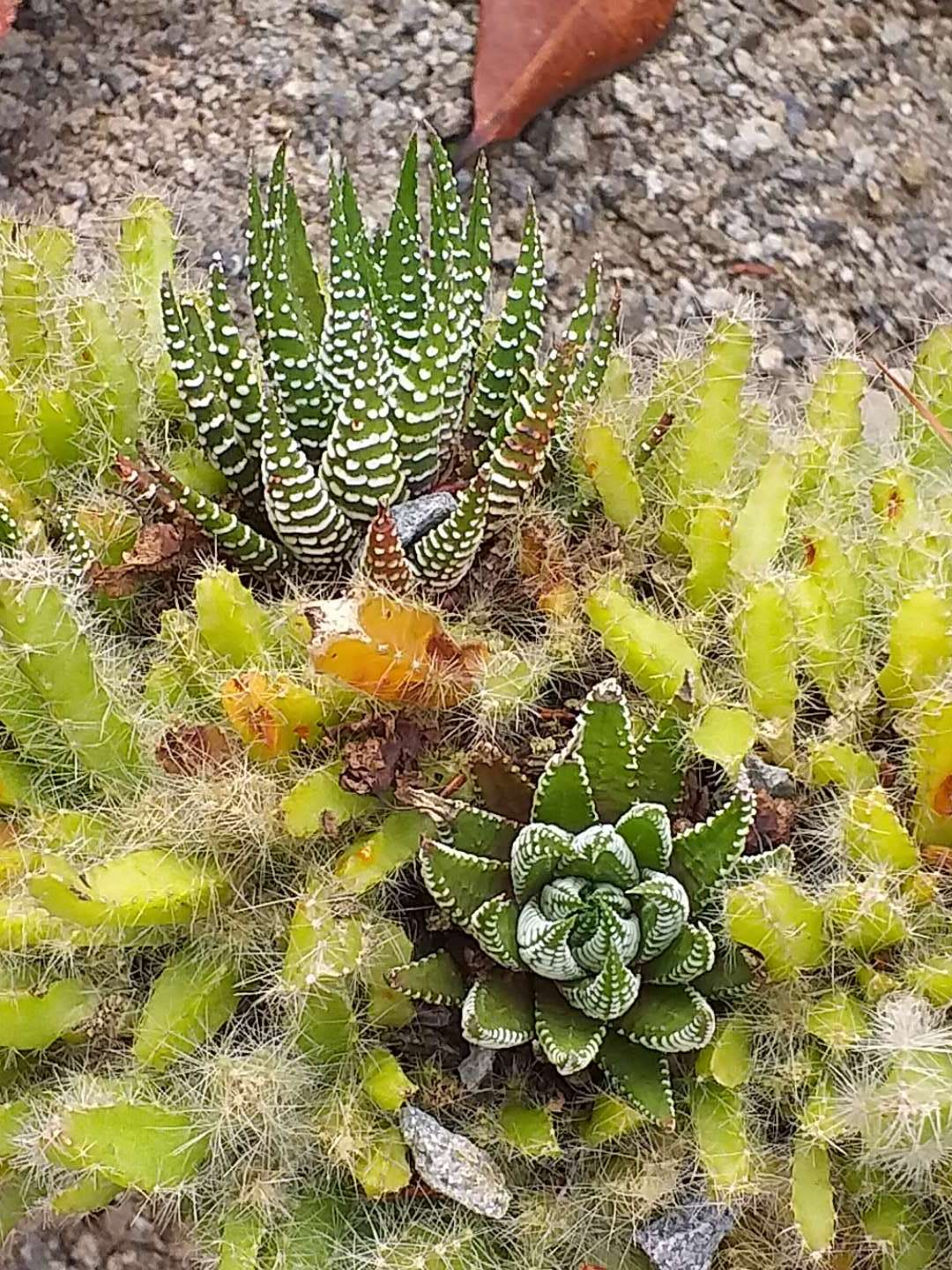
Haworthia fasciata.

Haworthia fasciata est une espèce de plantes à fleur. Elle appartient à la famille des Liliaceae selon la classification classique, ou à celles des Asphodelaceae selon la classification phylogénétique.
Cette espèce appartient au genre Haworthia et au sous-genre Hexangularis.

## Description
La variété type est assez petite (moins de 10 cm). Ses feuilles vertes, dont le revers est transversalement strié de reliefs blanc laissant l'intérieur des feuilles totalement lisse et vertes et se terminent par une pointe non piquante.

## Culture
Se reporter à l'article du genre Haworthia.

## Formes et variétés
- Haworthia fasciata var. fasciata - La variété type.
- Haworthia fasciata f. browniana - forme à la couleur rouge bordeaux.
- Haworthia fasciata var. concolor - variété avec reliefs blancs à l'avers et au revers